# Hargs församling
För andra betydelser, se Hargs församling (olika betydelser).
Hargs församling var en församling i Uppsala stift och i Östhammars kommun i Uppsala län. Församlingen uppgick 2006 i Frösåkers församling.

## Administrativ historik
Församlingen har medeltida ursprung och utgjorde till 1962 ett eget pastorat. Från 1962 till 1972 var församlingen annexförsamling i pastoratet Börstil, Östhammar och Harg. Från 1972 till 2006 var den annexförsamling i pastoratet Östhammar, Börstil, Harg, Valö och Forsmark. Församlingen uppgick 2006 i Frösåkers församling.
Den 1 januari 1992 överfördes ett område med 303 personer från Hargs församling till Östhammars församling.

## Kyrkor
- Hargs kyrka